# لیگ دسته دوم فوتبال رومانی
لیگ دسته دوم فوتبال رومانی (انگلیسی: Liga II) دومین لیگ معتبر فوتبال در کشور رومانی است که در سال ۱۹۳۴ بنیان‌گذاری شده و زیر نظر فدراسیون فوتبال رومانی برگزار می‌شود.